# Schwartz-Reagenz
Das Schwartz-Reagenz ist eine chemische Verbindung des Zirconiums aus der Stoffgruppe der Metallocene. Es wird in der organischen Synthese bei der Hydrozirconierung verwendet und wurde nach dem amerikanischen Chemiker Jeffrey Schwartz benannt. 

## Geschichte
Erstmals synthetisiert wurde das Schwartz-Reagenz 1970 von P. C. Wailes und H. Weigold. Seinen Namen erhielt die Verbindung 1974, als Jeffrey Schwartz die Hydrozirconierung mit Hilfe von Bis(cyclopentadienyl)zirconiumchlorhydrid entwickelte.

## Gewinnung und Darstellung
Das Schwartz-Reagenz lässt sich durch Hydrierung von Zirconocendichlorid mit Lithiumaluminiumhydrid gewinnen. Das dabei ebenfalls entstehende Zirconocendihydrid lässt sich durch Reaktion mit Dichlormethan in die gemischte Verbindung umwandeln.

## Verwendung
Das Schwartz-Reagenz wird zur Hydrozirconierung eingesetzt. Dabei erfolgt eine Addition von Zirconium und Wasserstoff des Reagenzes an ein Alken oder Alkin. Durch anschließenden oxidativen Abbau mit geeigneten Reagenzien wie Sauerstoff oder Brom lassen sich daraus substituierte Alkane gewinnen. Bei der Reaktion mit Sauerstoff entstehen dabei Alkohole, mit Brom Bromalkane.
Des Weiteren können mithilfe des Schwartz-Reagenz verschiedene Carbonsäureamide, darunter N,N-Alkylamide und Weinreb-Amide (N,O-Dimethylhydroxylamide) zu den korrespondierenden Aldehyden reduziert werden. Diese Reaktion duldet viele funktionale Gruppen wie Ester und verläuft bei milden Reaktionsbedingungen mit hohen Ausbeuten.